# نادي طويق
نادي طويق السعودي، نادي سعودي في علقة بالزلفي يعدّ أول ناد في المحافظة تأسس عام 1384 هـ

## سبب التسمية
سمي نادي طويق بهذا الاسم نسبةً إلى جبل طويق الذي يمتد شمالاً من الزلفي.

## التأسيس
سجل النادي في الرئاسة العامة لرعاية الشباب (الهيئة العامة للرياضة حاليا) باسم نادي طويق الرياضي في علقة بالزلفي، وذلك كأول ناد في منطقة الزلفي، وقد شكلت أول إدارة لنادي طويق في علقة عام 1384هـ/1964م، ولقد مارس النادي دوره في المجتمع رياضياً وثقافياً واجتماعياً، ففي الرياضة سجلت فيه الألعاب التالية : القدم، اليد، الطائرة، تنس الطاولة، التنس الأرضي، العاب القوى، الدراجات،وقد حقق النادي بطولة المنطقة الوسطى في كرة القدم لعام 1397 هـ وصعد إلى مصاف الدرجة الاأولى كأول ناد من أندية محافظة الزلفي يحقق هذا الإنجاز، وقد سجل النادي حضوراً مميزاً على مستوى المكتب والمنطقة الوسطى في اليد والتنس والعاب القوى.
أما في الأنشطة الثقافية فقد حقق النادي مراكز متقدمة واهتم بالأنشطة الثقافية اهتماماً واسعاً منذ بدايته وتجلى هذا الاهتمام في اصداره لمجلة الطليعة عام 1386 هـ كما أقام النادي المحاضرات والمسابقات والأمسيات الشعرية واهتم بالصحف الحائطية.
ومن أروع مايقوم به النادي حالياً إصداره لمجلة (صدى طويق) التي تصدرها سنوياً ويشارك في تحريرها أدباءومفكرين على مستوى عالٍ. وفي الأنشطة الفنية فان النادي يساهم في كل عام في المعارض الفنية التي تقيمها الهيئة العامة للرياضة، كما انه يقيم معارض فنية داخل صالة النادي.
وفي النشاط الاجتماعي، سجل النادي حضوره حيث يشارك في كل عام في جميع المعسكرات الداخلية والخارجية التي تنظمها الهيئة العامة للرياضة كما يشارك في جميع أسابيع الخدمة العامة في المحافظة.
ويمتلك النادي مقراً قد تم بناؤه بجهود ذاتية من النادي وشبابه، يضم مكتب الإدارة والسكرتارية ومكاتب المدربين وصالة الاستقبال وامانة الصندوق والمحاسبة وغرفة الارشيف والمرسم ومجلس اللاعبين والمكتبة ومكتبة الأطفال ومستودع وسكن العاملين، كما قام النادي بإنشاء مسرح وصالة للمحاضرات والندوات وكذلك صالة لألعاب الحديد والتنس، وقام النادي بجهوده الذاتية بزراعة وإنارة ملعب كرة القدم إضافة إلى وجود ملعب رديف ولعب لكرة اليد وكرة التنس الأرضي.

## رئاسة النادي
علي بن أحمد العيد من عام 1384هـ إلى 1388هـ
الرئيس الذهبي عبد الله بن عبد العزيز الطريري من عام 1388هـ إلى 1392 هـ
عبد الله بن أحمد السيف من عام 1392هـ إلى 1404هـ
سعود بن دهش الحمد من عام 1404هـ إلى 1409هـ
احمد بن دغيم العارضي من عام 1409هـ 1432هـ
(( خالد بن عبد الله الخمشي من عام 1432هـ

## الإنجازات
وقد حقق النادي بطولة المنطقة الوسطى في كرة القدم لعام 1397هـ وصعد إلى مصاف الدرجة الاأولى كأول ناد من أندية محافظة الزلفي يحقق هذا الإنجاز،
حقق النادي بطولة مكتب الزلفي لدرجة الشباب لعام 1434هـ

## تشكيلة الفريق الحالية
ملاحظة: تشير الأعلام إلى المنتخب الوطني على النحو المحدد في قواعد الأهلية للفيفا. قد يحمل اللاعبون أكثر من جنسية واحدة غير تابعة للفيفا.
| الرقم | البلد       | المركز | اللاعب           |
| ----- | ----------- | ------ | ---------------- |
| 1     | السعودية    | حارس   | عبد الله آل عراف |
| 2     | السعودية    | مدافع  | خالد القحطاني    |
| 4     | السعودية    | مدافع  | محمد مجرشي       |
| 5     | السعودية    | مدافع  | عمر محمد         |
| 8     | السعودية    | مدافع  | مؤيد الطليحي     |
| 9     | تونس        | مهاجم  | عثمان السعيدي    |
| 10    | البرازيل    | وسط    | غابرييل كوريا    |
| 11    | السعودية    | وسط    | مهند حبكور       |
| 14    | السعودية    | وسط    | محمد جعفري       |
| 16    | السعودية    | وسط    | مصعب حبكور       |
| 18    | غينيا بيساو | وسط    | بيكيتي           |
| 19    | السعودية    | مهاجم  | سالم الخيبري     |

| الرقم | البلد    | المركز | اللاعب            |
| ----- | -------- | ------ | ----------------- |
| 20    | تونس     | مدافع  | مراد زهو          |
| 23    | السعودية | مدافع  | عبد الله العمري   |
| 24    | السعودية | مدافع  | فهيد العتيبي      |
| 26    | السعودية | حارس   | مقرن المطيري      |
| 27    | السعودية | مدافع  | نمر غزواني        |
| 33    | السعودية | حارس   | ناصر الظفيري      |
| 77    | السعودية | وسط    | خالد القطام       |
| 80    | السعودية | وسط    | سلطان الدوسري     |
| 99    | السعودية | مهاجم  | عبد الله السيحاني |
| --    | السعودية | مدافع  | عبد الله الحمد    |
| --    | السعودية | مهاجم  | غنام الغنام       |

## مجلس الإدارة[4]
| رئيس مجلس الإدارة      | خالد الخمشي        |
| نائب رئيس مجلس الإدارة | محمد الفرهود       |
| الأمين العام           | نايف الجميل        |
| أمين الصندوق           | عبد العزيز المنصور |
| عضو                    | دغيم العارضي       |
| عضو                    | وليد الفرهود       |
| عضو                    | بدر الحميدي        |
| عضو                    | أحمد المطيري       |
| عضو                    | سليمان الطريري     |

## انظر أيضًَا
- الزلفي
- نادي مرخ